# Hans-Christof von Sponeck

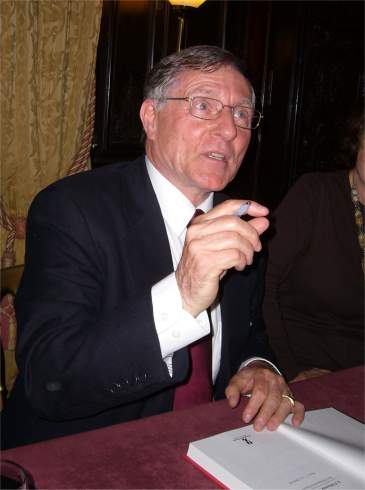
Hans von Sponeck (2007)

Hans-Christof von Sponeck (bürgerl. Hans-Christoph Graf von Sponeck; * 20. August 1939 in Bremen) ist ein deutscher UN-Diplomat, Autor politischer Sachbücher und Hochschullehrer. Von 1968 bis 2000 war er an verschiedenen Einsatzorten für die Vereinten Nationen tätig, zuletzt in Bagdad (Irak). Er ist Sohn des von den Nationalsozialisten in der Folge des 20. Juli ermordeten Generalleutnants Hans von Sponeck.

## Leben
Der Sohn der badischen Grafenfamilie Sponeck mit Offizierstradition über mehrere Generationen verlor als Fünfjähriger infolge der Ereignisse des 20. Juli 1944 seinen Vater. Im Jahr 1957 war er einer der ersten Kriegsdienstverweigerer der neu gegründeten Bundesrepublik Deutschland.

### Karriere als Diplomat
Von Sponeck studierte in Deutschland und den USA Geschichte, Demographie und Kulturanthropologie. Von 1966 bis 1968 arbeitete er für die Deutsche Stiftung für Internationale Zusammenarbeit. 1968 begann er eine Diplomatenkarriere bei den Vereinten Nationen. Seine Einsatzländer im Dienst des UN-Entwicklungsprogramms UNDP waren – neben den Zentralen in New York und Genf – unter anderem Ghana, Pakistan, Türkei, Botswana und Indien. Mitte 1998 trat er in Nachfolge von Denis Halliday als Koordinator für humanitäre Fragen seinen Dienst in der irakischen Hauptstadt Bagdad an. Halliday war aus Protest gegen die Politik der UN zurückgetreten. Das UN-Embargo hatte er als „Völkermord“ bezeichnet. Im Irak hatte er unter anderem die Verantwortung für das UN-Programm „Oil for food“ („Öl für Nahrungsmittel“).
Im Februar 2000 reichte er seinen Rücktritt aus Protest gegen die Sanktionspolitik des UN-Sicherheitsrates ein, die er verantwortlich für das Sterben mehrerer hunderttausender irakischer Kinder sah. Er tat dies gemeinsam mit weiteren UN-Spitzenbeamten in Übereinstimmung seiner fachlich-diplomatischen Einschätzung der Lage im Irak mit seinem Vorgänger, wie aus einem von ihnen gemeinsam verfassten Artikel in der britischen Zeitung The Guardian hervorgeht. Er hatte zuletzt den Rang eines Beigeordneten UN-Generalsekretärs.

### Kritiker im Ruhestand
Nach seinem Rückzug aus der Diplomatie versuchte er, die Öffentlichkeit über die prekäre humanitäre Lage im Irak aufzuklären, die bereits vor dem US-geführten zweiten Golfkrieg dort die Notlage der Bevölkerung ausmachte. Neben Beiträgen in Zeitungen und Büchern verfasste er gemeinsam mit dem Genfer Journalisten Andreas Zumach das Sachbuch „Irak – Chronik eines gewollten Krieges“, das 2003 erschien. Im gleichen Jahr würdigte ihn die Bremer Stiftung „Die Schwelle“ mit dem „Bremer Friedenspreis“. Neben weiteren Auszeichnungen erhielt er im Jahr 2000 den Coventry-Friedenspreis der englischen Kirche.
Im Juni des Jahres 2005 nahm er als Fachkundiger an dem in der Tradition der Russell-Tribunale stehenden „Welt-Tribunal über den Irakkrieg“ teil. Das 58-köpfige Gremium aus Juristen und Kriegszeugen, dem er angehörte, sammelte mit Arundhati Roy als Sprecherin der Jury in Fortsetzung der Sitzungen in Brüssel und New York am Tagungsort Istanbul drei Tage lang Aussagen und Analysen zur Zeitgeschichte des letzten Irakkriegs. Sprecher betonten, es gehe nicht darum, Schuldige zu benennen, sondern Aufklärung voranzubringen. Seit 2006 ist von Sponeck Lehrbeauftragter am Zentrum für Konfliktforschung der Universität Marburg.
Er war Ratsmitglied des von Jakob von Uexküll gegründeten World Future Council.
Im April 2022 gehörte er zu den Erstunterzeichnern eines offenen Briefes, in welchem Bundeskanzler Olaf Scholz aufgefordert wurde, im Zuge des russischen Überfalls auf die Ukraine der Ukraine keine Waffen zu liefern sowie die Regierung in Kiew zu ermutigen, den militärischen Widerstand zu beenden.
Den Import russischen Gases betrachtet er nicht als Finanzierung der Putinschen Kriegskasse, sondern als kostengünstig für Verbraucher in Deutschland.
Gemeinsam mit Michael von der Schulenburg kritisierte von Sponeck am 25. März 2025 in einem Beitrag für die Berliner Zeitung die geplante Ernennung von Annalena Baerbock zur Präsidentin der UN-Vollversammlung. Baerbock habe mit ihren einseitigen Festlegungen, ihren diplomatischen Taktlosigkeiten sowie dem von ihr veranlassten Abstimmungsverhalten in der UN großen Anteil am Ansehensverlust Deutschlands in der Welt.

## Volcker-Kommission
2005 richtete die UNO eine Untersuchungskommission ein, die sogenannte Volcker-Kommission, die sich mit Korruptionsvorwürfen von UNO-Beamten beschäftigte. Dabei wurde auch das Verhalten von Sponecks untersucht (Seiten 508–509). Im Abschlussbericht wurde er von jedem Korruptionsverdacht freigesprochen. Es wurde festgestellt, dass man versucht habe, ihn zu bestechen, er sich jedoch nicht habe bestechen lassen. Der Bericht stellte fest, dass von Sponeck nach seinem Ausscheiden von einem Unternehmen unterstützt wurde, um gegen die UNO-Embargo-Politik Werbung zu machen. Der Bericht stellte auch fest, dass er keinen Kontakt zur irakischen Regierung gesucht habe. Abschließend empfahl der Bericht, Verträge mit UN-Mitarbeitern so zu gestalten, dass sie auch nach ihrem Ausscheiden für Verhalten, das ihrer vorherigen Aufgabe zuwiderläuft, sanktioniert werden können (Seite 509).
In einem Interview der taz betonte von Sponeck, dass er nach seinem Rücktritt von der Firma J. Bauer unterstützt worden sei und es der Firma Bauer um die Lieferung von Milchpulver, also einen ganz legitimen Teil des „Öl für Nahrungsmittel“-Programms, gegangen sei. Wenn es zum damaligen Zeitpunkt schon verschärfte Regeln gegeben hätte, hätte er zugunsten der notleidenden Familien womöglich bewusst gegen die Sanktionspolitik des Sicherheitsrats verstoßen, sagte er. Sein Rücktritt 2000 sei eine bewusste Entscheidung für die primäre Verantwortung gegenüber den Menschenrechten gewesen.

## Auszeichnungen
- 2000 Coventry Peace Prize der Coventry Cathedral und der Stadt Coventry
- 2001 Humanitarian Award des Arab-American Anti-Discrimination Committee in Washington
- 2003 Bremer Friedenspreis der Stiftung „Die Schwelle“
- 2010 Ehrendoktorwürde des Fachbereichs Gesellschaftswissenschaften und Philosophie der Universität Marburg
- 2019 Friedrich II. von Hohenstaufen-Preis für gelebte Freundschaft der Völker und Integration der Nationen

## Veröffentlichungen
- Human Development – Is There an Alternative? Neu-Delhi 1997
- (mit Andreas Zumach): Irak – Chronik eines gewollten Krieges. Kiepenheuer und Witsch, Köln 2003, ISBN 978-3-462-03255-0.
- Irak – vier Fragen, vier Antworten. In: Rüdiger Göbel (Hrsg.): Bomben auf Bagdad – nicht in unserem Namen. Kai Homilius Verlag, Berlin 2003, ISBN 3-89706-888-5, S. 151–162.
- Ein anderer Krieg – Das Sanktionsregime der UNO im Irak. (englischer Titel A Different Kind of War). Hamburger Edition, Hamburg 2005, ISBN 3-936096-56-2; auch auf Englisch (2006), Arabisch (2005) und Spanisch (2007)
- mit Richard A. Falk: Liberating the United Nations: Realism with Hope. Stanford University Press, Palo Alto 2024, ISBN 978-1-5036-3821-1.